# Zdravotnická záchranná služba Ústeckého kraje

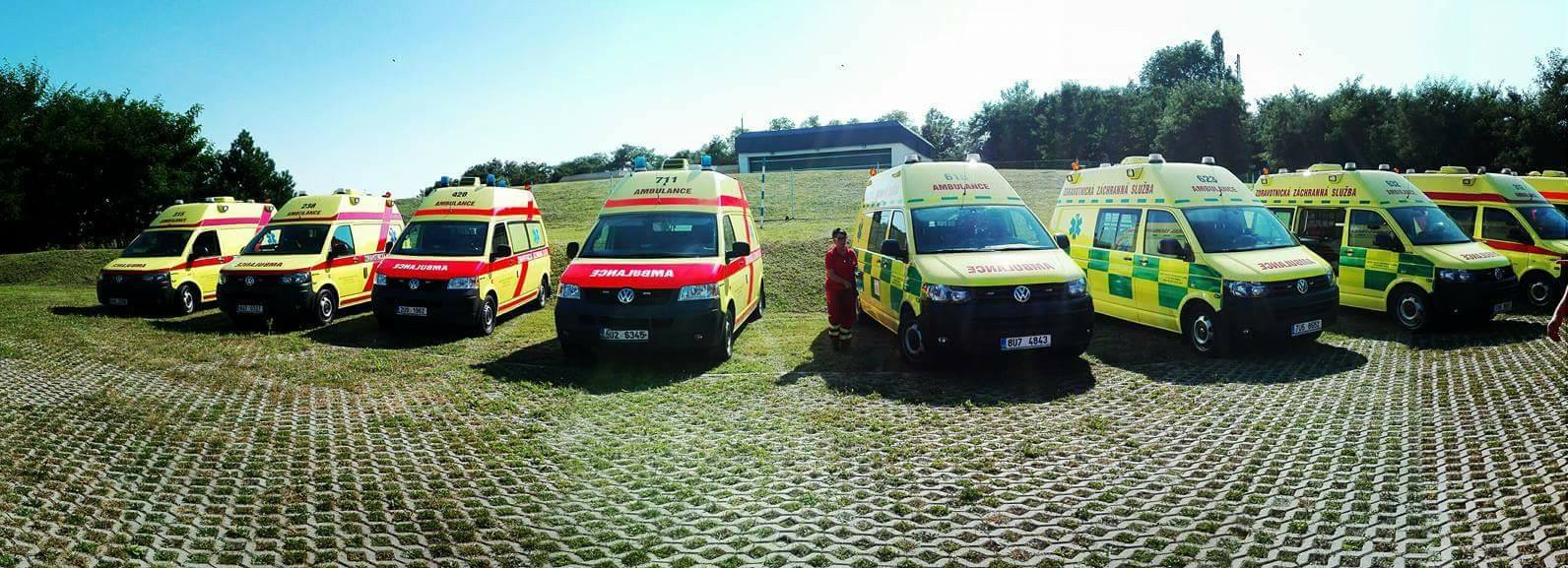
Sanitní vozidla VW T5 ZZS ÚK na základně v Ústí nad Labem

Zdravotnická záchranná služba Ústeckého kraje, příspěvková organizace (ZZSÚK, do 31. prosince 2003 Územní středisko záchranné služby v Ústí nad Labem, příspěvková organizace) je příspěvková organizace a provozovatel zdravotnické záchranné služby v Ústeckém kraji. Hlavní náplní činnosti organizace je zajišťování odborné přednemocniční neodkladné péče (PNP) na území Ústeckého kraje podle zákona č. 374/2011 Sb., o zdravotnické záchranné službě. Přednemocniční neodkladná péče je zajišťována na území o rozloze 5 335 km² pro více než 850 000 obyvatel. V oblasti Ústeckého kraje je k dispozici celkem 38 výjezdových skupin a jedna skupina letecké záchranné služby rozmístěných na 21 výjezdových základnách.

## Historie
1. ledna 2004 vzniklo Územní středisko záchranné služby v Ústí nad Labem, jehož zřizovatelem je Ústecký kraj. K 31. prosinci 2003 zanikly okresní úřady a začala působnost nové krajské organizace. K územnímu středisku byly postupně připojovány jednotlivé okresní záchranné služby. V roce 2004 byly sloučeny pod krajskou organizaci záchranné služby okresů Ústí nad Labem, Děčín, Chomutov, Most, Teplice a Louny. V roce 2005 se připojily výjezdová základny v okrese Litoměřice. V roce 2007 došlo ke změně názvu organizace Zdravotnická záchranná služba Ústeckého kraje, příspěvková organizace.

## Krajské zdravotnické operační středisko
V rámci kraje funguje od června 2014 jednotné krajské zdravotnické operační středisko (KZOS) se sídlem v Ústí nad Labem. Dříve disponovalo krajské zdravotnické operační středisko dvěma částmi, které se nacházely v Ústí nad Labem a v Mostě. Středisko v Mostě spravovalo devět výjezdových základen, středisko v Ústí nad Labem pak koordinovalo posádky z deseti základen a leteckou záchrannou službu. Obě střediska byla propojena pomocí společné počítačové, radiové a telefonní sítě, a byla tak schopna se navzájem v případě komplikací zastoupit. Nové krajské zdravotnické operační středisko byl do provozu uvedeno v červnu 2014 a personálně je schopno zastoupit také krajské zdravotnické operační středisko Zdravotnické záchranné služby Plzeňského kraje, se kterou ústecká záchranná služba spolupracuje. Investice do nového střediska vyšla na více než 60 milionů korun.

## Organizační struktura

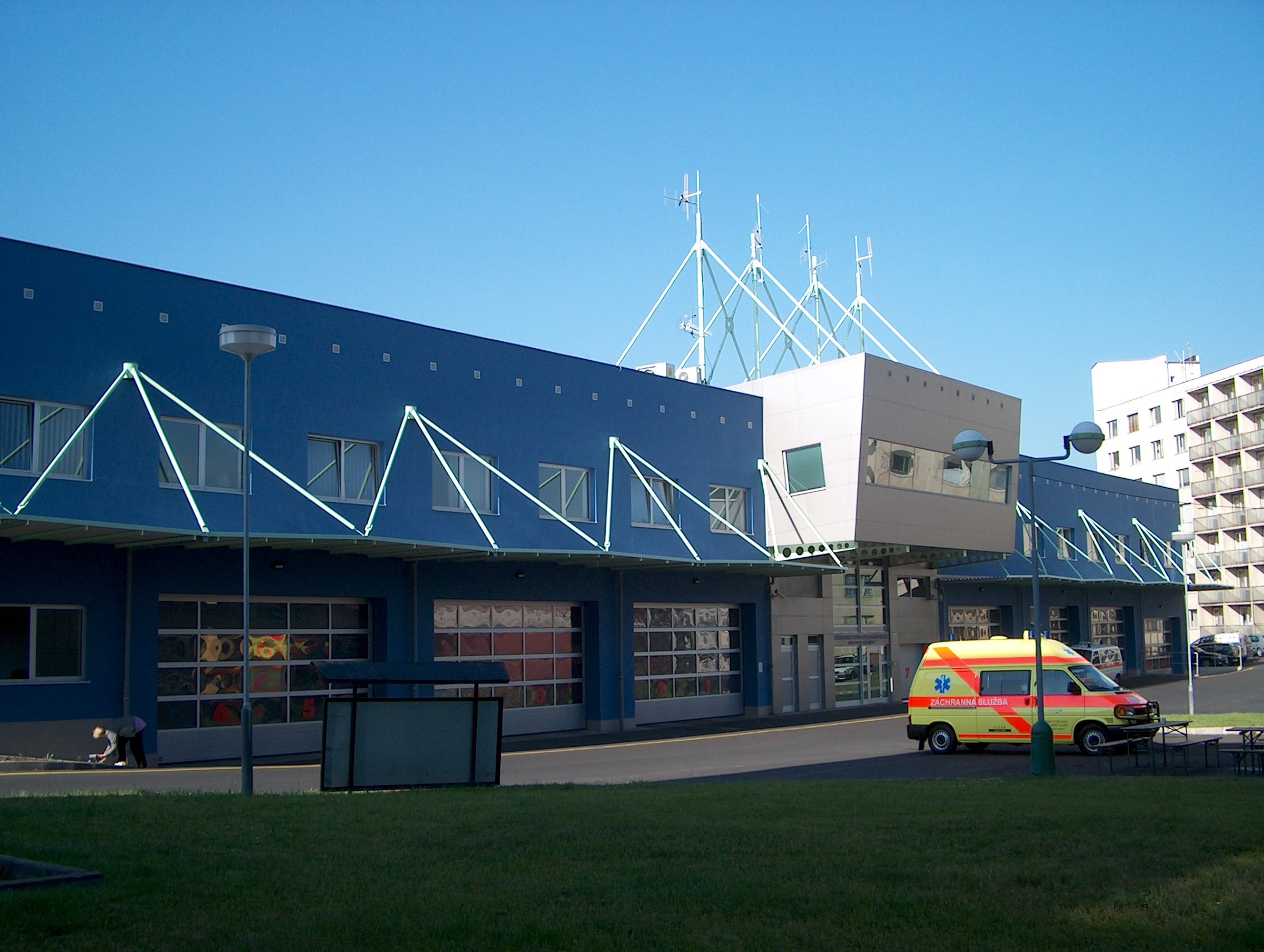
Výjezdová základna v Ústí nad Labem

Ústecký kraj je pro potřeby záchranné služby rozčleněn do sedmi oblastních středisek, která čítají dohromady 21 výjezdových základen. Jednotlivá oblastní střediska respektují víceméně hranice okresů. Výjimkou je území okresu Louny, kde je jako oblastní středisko ustanovena výjezdová základna v Žatci, nikoliv v okresním městě Lounech. Jednotlivé výjezdové skupiny jsou řízeny z krajského zdravotnického operačního střediska.

## Výjezdové skupiny
Na území celého kraje je k dispozici v nepřetržitém 24hodinovém provozu celkem 38 výjezdových skupin a vzletová skupina letecké záchranné služby, jejichž počet se mění s pracovní a noční dobou. V mimopracovní dobu a v nočních hodinách je počet skupin snížen. Výjezdové skupiny pracují v režimech rychlá zdravotnická pomoc (RZP) ve složení řidič-záchranář a zdravotnický záchranář a rychlá lékařská pomoc (RLP) ve složení řidič-záchranář, lékař a& zdravotnický záchranář. V minulosti zde fungovaly výjezdové skupiny ve víceúrovňovém setkávacím systému Rendez-Vous s lékařem v osobním automobilu na stanovišti v Teplicích, později byl zrušen. Začátkem roku 2020 byl zaveden na stanovišti v Rumburku z důvodu omezení provozu zdejší nemocnice. Od roku 2021 je setkávací systému Rendez-Vous postupně rozšiřován po celém kraji.

## Výjezdové základny

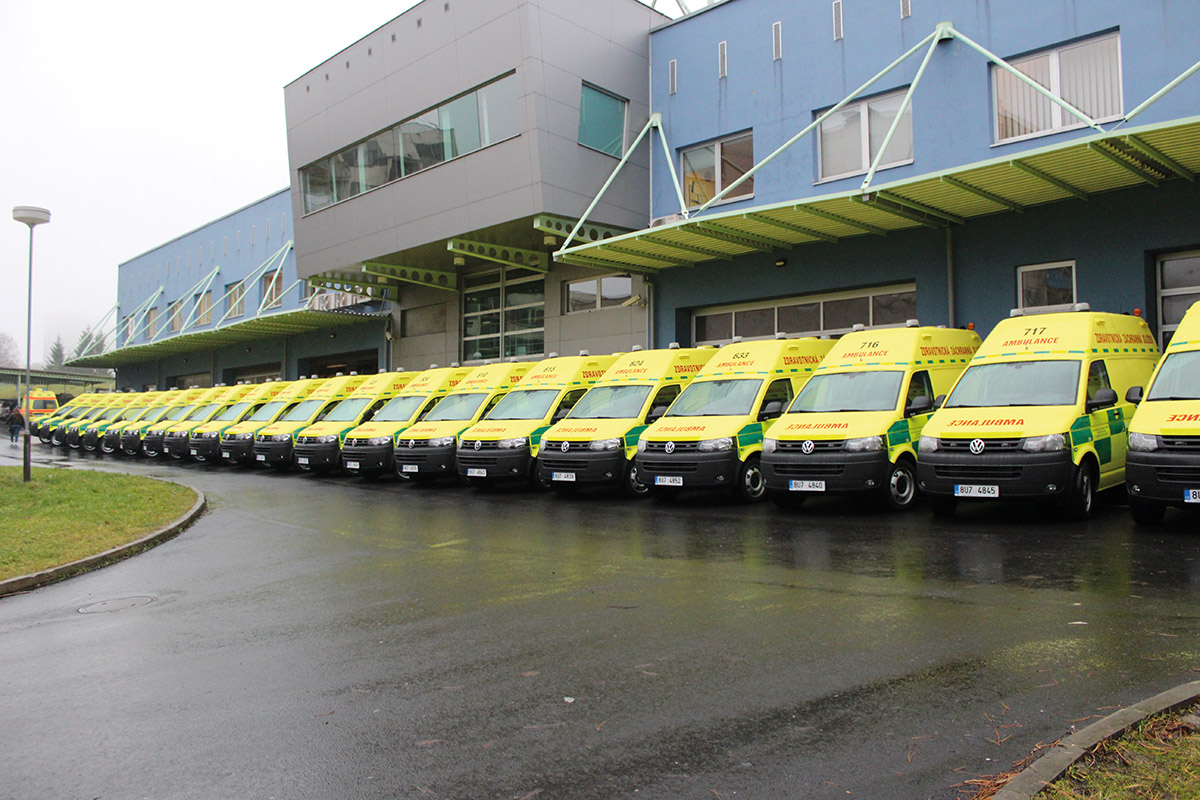
Nová sanitní vozidla VW T5 ZZS ÚK na základně v Ústí nad Labem

Ústecký kraj je pokryt sítí 21 výjezdových základen, jejichž organizace je taková, aby byla přednemocniční neodkladná péče zajištěna do 20 minut od přijetí tísňové výzvy. Nejvíce výjezdových základen je umístěno na území oblastí Chomutov a Děčín. V roce 2008 byla otevřena nová výjezdová základna ve Velkém Šenově. 11. listopadu 2010 byla do provozu uvedena výjezdová základna v Rumburku. Obě základny již dříve existovaly, ale zázemí pro personál bylo v nevyhovujícím stavu. K dalšímu rozšíření zdravotnické záchranné služby došlo v prosinci 2013, kdy byla do provozu uvedena nová výjezdová základna v Klínech na Mostecku. Základna je obsazena výjezdovou skupinou rychlé zdravotnické pomoci.
 Výjezdová skupina rychlé zdravotnické pomoci slouží také na výjezdové základně v Úštěku na Litoměřicku, která byla slavnostně do provozu uvedena 14. ledna 2014.
Zdravotnická záchranná služba Ústeckého kraje provozovala do 31.3.2013 na území okresů Ústí nad Labem, Děčín, Teplice a Louny také dopravní zdravotní službu (DZS).

## Přehled výjezdových základen
| Oblast         | Výjezdová základna | Poznámka       |  |
| Ústí nad Labem | Ústí nad Labem     | LZS Kryštof 15 |  |
| Děčín          | Děčín              |                |  |
| Děčín          | Česká Kamenice     |                |  |
| Děčín          | Velký Šenov        |                |  |
| Děčín          | Rumburk            |                |  |
| Teplice        | Teplice            |                |  |
| Teplice        | Bílina             |                |  |
| Louny          | Louny              |                |  |
| Louny          | Žatec              |                |  |
| Louny          | Podbořany          |                |  |
| Most           | Most               |                |  |
| Most           | Litvínov           |                |  |
| Most           | Klíny              |                |  |
| Litoměřice     | Litoměřice         |                |  |
| Litoměřice     | Roudnice nad Labem |                |  |
| Litoměřice     | Lovosice           |                |  |
| Litoměřice     | Úštěk              |                |  |
| Chomutov       | Chomutov           |                |  |
| Chomutov       | Jirkov             |                |  |
| Chomutov       | Kadaň              |                |  |
| Chomutov       | Vejprty            |                |  |

## Letecká záchranná služba

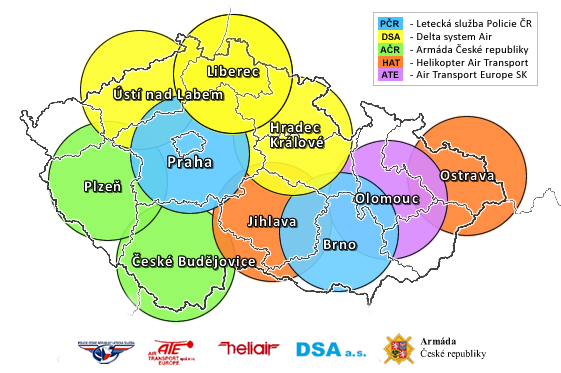
Mapa rozložení stanic letecké záchranné služby v České republice

Provoz letecké záchranné služby (LZS) byl v Ústeckém kraji zahájen v září 1991. Zdravotnickou část posádky letecké záchranné služby zajišťuje Zdravotnická záchranná služba Ústeckého kraje, ostatní provozní pracovníky včetně pilotů zajišťuje společnost DSA Ta je také provozovatelem samotného vrtulníku, v současnosti[kdy?] moderního stroje Eurocopter EC 135 T2. Volacím znakem vrtulníku je Kryštof 15. Provoz letecké záchranné služby je limitován východem a západem slunce, v nočních hodinách je pak letecká záchranná služba zajištěna z Prahy vrtulníkem Kryštof 01 nebo z Plzně vrtulníkem Kryštof 07. Provozní základna a heliport jsou umístěny v areálu Zdravotnické záchranné služby Ústeckého kraje v Ústí nad Labem.